# ベタゾイド
ベタゾイド（英: Betazoids）はアメリカのSFテレビドラマ『スタートレック』シリーズに登場する架空のヒト型異星人。惑星連邦所属。ベータゾイドやベタゾイド人と訳される場合もある。

## 概要
アルファ宇宙域ベータゼット星系に位置する惑星ベータゼッド（英: Betazed）を母星とする種族で、相手の思考を読むことができるテレパス能力を持ったヒューマノイド。大きめな黒い瞳を持つのが特徴だが、それを含めても外見は人間そっくりである。

## テレパシー能力
ベタゾイドは相手の思考を読むテレパシー能力を持つ事で有名である。
また、種族間でのテレパシー会話も可能。純血ほどその力は強く、会話を聴く要領で相手の考えている内容を知ることができる。
しかしハーフになるとその力は感情を読める程度に落ちるものの、相手の嘘や隠し事などを看破できたり、他者の精神状態を把握することはできる。
能力は惑星軌道上や離れた艦船から特定の人物の感情や全体の意識を感じ取れるなど、かなり離れた距離からでも使用できる。その種族優秀さから外交などを特に有利にこなすことができ、艦隊士官となり活躍するベタゾイドは多い。能力には個人差があり、訓練によっても伸ばすことができる。まれに生れながらのテレパスが生まれる例はあるものの、大半は能力が思春期あたりで発現する。感情的になったり、病気にかかるとうまく能力を使いこなせなくなる。フェレンギ人など、一部の脳の構造が異なるヒューマノイドの思考を読むことはできない。
動物の思考を読むことも可能だが、単純で強過ぎる感情により精神を乱される為接触は苦手である。
ベタゾイドの女性は人間で言う更年期障害にあたる段階期を迎えると、性欲がとてつもなく増大する。
この時期意中の男性に拒否されれば深く傷ついてしまう。成就すれば子を成すことができる。
段階期には集中力が落ちテレパシー能力が減退し、種族特有の病気にもかかりやすくなる。

## 文化
性格は人間と大きくは変わらないものの、やや合理性を好み開放的である。テレパシーによるプライバシーの侵害を防ぐ精神の壁を作る技能を学ぶ。強い能力を持つ者は尊敬の対象だが、同時に精神に負担がかかることが危険視されており、
現在は異星人と結婚しハーフをもうけることが推奨され文化として定着している。中でも関係深く外見も近い地球人との婚姻は一般的なようだ。出席者を含む全員が全裸で行うなど独特の結婚式を行う。格式高い王室があることでも知られている。
ドミニオン戦争中期、ドミニオンによって母星のベータゼッドが占領される。ベータゼッドは前線から離れていた為、この侵攻は連邦に大きな衝撃を与えた。

## 代表的なベタゾイド
- ディアナ・トロイ
- ラクサナ・トロイ
- ロン・スーダー